# Marcin Bełza
Marcin Bałza herbu Nabram (ur. w lipcu 1477 w Krakowie, zm. 16 maja 1542 tamże) – doktor prawa kanonicznego, dziekan Wydziału Prawa, rektor Akademii Krakowskiej.

## Życiorys
Był synem rajcy, a w 1478 burmistrza krakowskiego Marcina Bełzy. W 1489 wpisał się na studia w Akademii Krakowskiej w 1494 został bakałarzem w 1499 magistrem sztuk wyzwolonych. Był wykładowcą sztuk wyzwolonych i seniorem w 1506 Bursy Jerozolimskiej. W 1507 podjął studia prawnicze uzyskując licencjat, w 1508 zostając doktorem prawa kanonicznego. W 1510 został na 7 lat seniorem Bursy Prawników. W 1517, 1523 i 1538 był dziekanem Wydziału Prawa. Przed 1526 uzyskał tytuł profesora zwyczajnego. Od 4 grudnia 1532 do 23 kwietnia 1534 był prokuratorem dóbr i majątku Akademii, ze stanowiska odszedł na własną prośbę. 24 kwietnia 1536 został wybrany rektorem Akademii i pozostał na tym stanowisku przez trzy kadencje. W latach 1514–1526 aktywnie uczestniczył w konsystorzu Krakowskim, od 1527 do 29 stycznia 1542 był proboszczem w Luborzycy.od 1504 do 1542 był plebanem w Skrzydlnej, od 1528 był prebendarzem kaplicy Trójcy Świętej w katedrze wawelskiej. 29 stycznia 1542 został kanonikiem katedry wawelskiej. Uzyskiwane dochody przeznaczał na cele dobroczynne np.: na łaźnię dla klasztoru Św. Ducha, na rozwój biblioteki Kolegium Większego Akademii Krakowskiej. Tablica epitafijna Marcina Bełzy znajduje się w katedrze wawelskiej.